# Armando Theodoro Hunziker
Armando Theodoro Hunziker (Chacabuco, 29 de agosto de 1919 - Córdoba, 12 de diciembre de 2001) fue un botánico argentino. Se especializó en el estudio de la biología sistemática de la familia de las solanáceas, contribuyendo con gran número de investigaciones y publicaciones.
Durante 50 años fue director del Museo Botánico de Córdoba.

## Biografía
Su familia era de origen suizo. Una tía le enseñó el alemán, francés, italiano, y el inglés.
Estudió Agronomía en la Universidad de Buenos Aires, donde conoció a su mentor, el profesor Lorenzo R. Parodi, quien dirigió su tesis de grado sobre las especies de Cuscuta, parásitas de las plantas silvestres y cultivadas en Argentina y Uruguay. Ya a la edad de 22 años había recibido el "Premio José Manuel de Altoaguirre" y un año después el "Premio Eduardo Holmberg", por sus trabajos.
En 1945, a la edad de 25 años, fue designado Conservador del Museo Botánico de la Universidad Nacional de Córdoba, por recomendación del Premio Nobel de medicina Bernardo Alberto Houssay. 
Con tan solo 28 años de edad asumió la dirección del Museo Botánico de Córdoba desde 1947 a 1998. 
Como docente enseñó en la Universidad Nacional del Litoral (Facultad de Agricultura, Ganadería e Industrias Afines) entre 1944 y 1945 y luego en la Universidad Nacional de Córdoba, específicamente en la Facultad de Ciencias Exactas, Físicas y Naturales (Escuela de Biología) entre 1949 y 1982, habiéndose jubilado como profesor honorario. Dictó varias asignaturas pero su reconocida labor fue en Plantas Vasculares. Además, fue uno de los profesores que intervino en la creación de la Facultad de Ciencias Agropecuarias de la Universidad Nacional de Córdoba, a partir del que fuera Instituto de Ciencias Agrarias.
En 1957 obtuvo el "Premio de la Comisión Nacional de Cultura a la producción científica regional"; en 1968 el "Premio Weissmann" y en 1983 el "Premio Konex de Platino".
Desde 1961 tuvo una posición permanente en la Carrera del Investigador de CONICET, habiendo llegado a sus máximos escalones (Superior y Emérito) y pertenecido a su Directorio (1991-1994). En 1983, creó el Instituto Multidisciplinario de Biología Vegetal ( IMBIV-CONICET-Universidad Nacional de Córdoba) integrando a los botánicos interesados en anatomía, morfología, embriología, citología y taxonomía, con químicos, fisiólogos y ecólogos vegetales, siendo su Director desde su fundación hasta 1996. 
Trabajó varias veces fuera de Argentina. Entre 1947 y 1954 en la Universidad Harvard, realizó investigaciones conjuntamente con el profesor I.W. Bailey. En 1954 estuvo trabajando bajo el patrocinio del Consejo Británico, en el Real Jardín Botánico de Kew (Inglaterra). Entre 1961 y 1962 y de nuevo entre 1979 y 1980 realizó estudios en Estados Unidos, bajo el patrocinio de la Fundación Guggenheim.
Tuvo a su cargo la dirección de becarios, de alumnos de la carrera del Doctorado en Ciencias Biológicas y de investigadores.
En 1961 fundó la revista Kurtziana de la cual fue editor hasta 1998, y en 1970 la revista Lorentzia, de aparición esporádica. 
Realizó grandes esfuerzos por conocer la flora nativa. Entre 1982 y 1985 dirigió el Programa de CONICET Floras Regionales (PROFLOR) y desde 1990 a la fecha de su fallecimiento, el Programa Flora Fanerogámica Argentina (PROFLORA) de la misma institución. 
En 1984 editó una herramienta fundamental: Los géneros de Fanerógamas de Argentina. Claves para su identificación, sobre la base de un manuscrito inédito del belga Lucien Hauman.
En 1999 se enteró de que padecía cáncer y suspendió otros proyectos para dedicarse a terminar su principal obra, el libro Genera Solanacearum: The Genera of Solanaceae Illustrated, Arranged According to a new System, el cual alcanzó a publicarse poco antes de su muerte.
Durante su vida publicó más 150 trabajos científicos y describió un gran número de especies vegetales.

## Honores

### Taxones epónimos
Género
- (Solanaceae) Hunzikeria D'Arcy 1976

once especies y una subespecie
- La abreviatura «Hunz.» se emplea para indicar a Armando Theodoro Hunziker como autoridad en la descripción y clasificación científica de los vegetales.[2]